# Maxim Mihaliov
Maxim Mihaliov (Tighina, 22 agosto 1986) è un calciatore moldavo, centrocampista dell'FCM Ungheni.

## Carriera

### Club
Nel corso degli anni ha giocato 2 partite nei turni preliminari di Champions League e 21 partite (con 4 gol segnati) nei turni preliminari di Europa League.

### Nazionale
Ha esordito in nazionale nel 2016.

## Palmarès

### Club

#### Competizioni nazionali
- Campionato moldavo: 1

Dacia Chișinău: 2010-2011
- Supercoppa di Moldavia: 1

Dacia Chișinău: 2011